# 申山 (列支敦士登)
47°07′49.3″N 9°35′34.6″E / 47.130361°N 9.592944°E

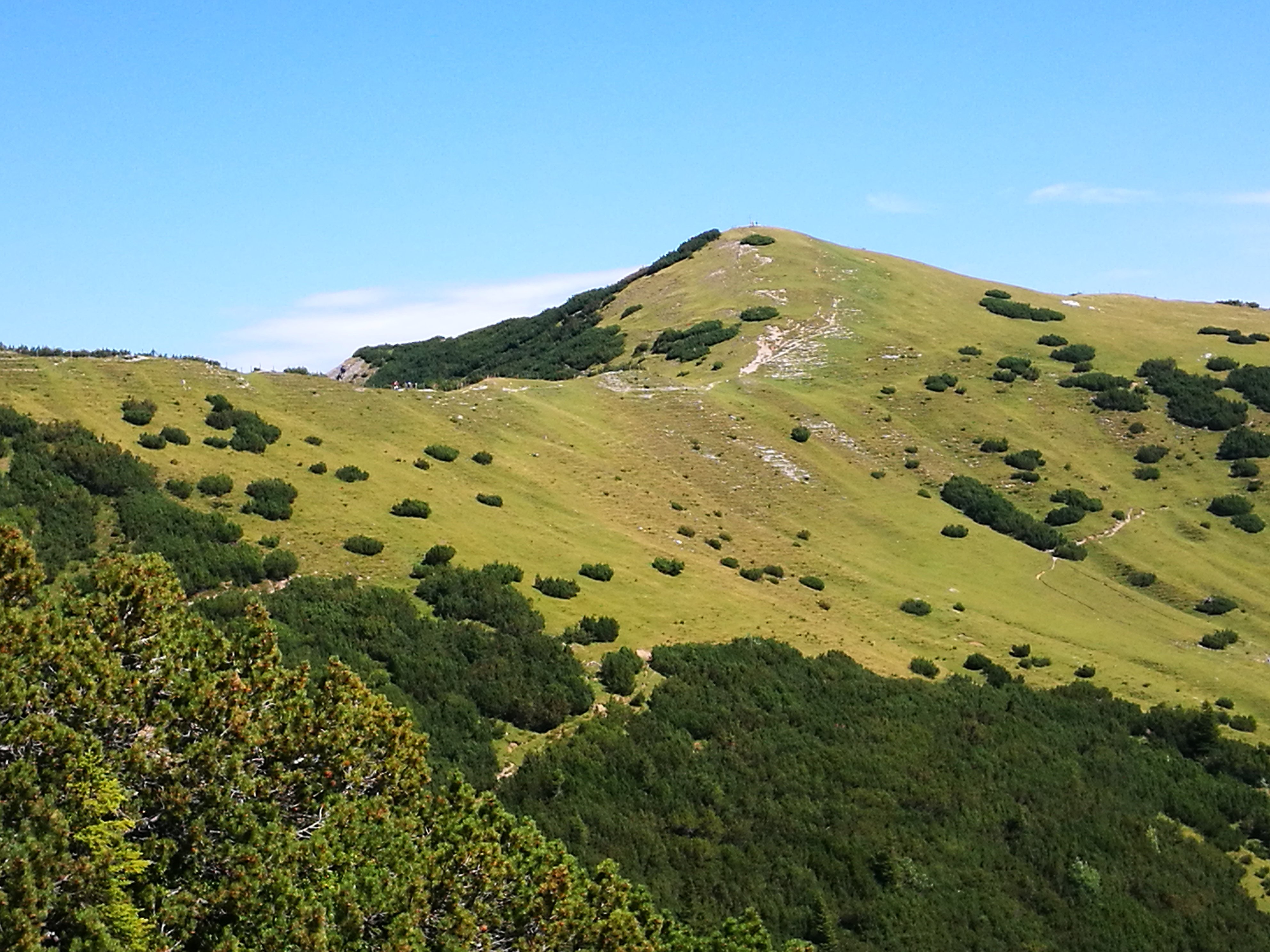

申山（Schönberg）是列支敦士登的山峰，位於該國東南部，屬於雷蒂孔山的一部分，海拔高度2,104米，受大陸性氣候影響，每年平均降雨量1,852毫米。